# Route nationale 8c (Madagaskar)
Die Route nationale 8c (RN 8c) ist eine 250 km lange, nicht befestigte Nationalstraße in den Regionen Melaky und Betsiboka im Nordwesten von Madagaskar. Sie besteht aus zwei Teilen: Der südwestliche, 137 km lange Abschnitt zweigt südlich von Morafenobe von der RN 1b ab und führt in nordöstlicher Richtung nach Ambatomainty. Der nordöstliche, 113 km lange Abschnitt führt von Kandreho bis an die RN 4 bei Maevatanana.